# عبد الرحيم البلوشي
عبد الرحيم يوسف البلوشي (مواليد 30 مايو 2000) هو لاعب كرة قدم قطري يلعب حالياً مع نادي معيذر كلاعب جناح.
لعب في النادي العربي و أعير إلى نادي لوسيل في صيف 2021 لمدة موسم وانتقل إلى نادي معيذر في عام 2024.

## روابط خارجية
- عبد الرحيم البلوشي على موقع Soccerway.com (الإنجليزية)